# Guioa comesperma
Guioa comesperma är en kinesträdsväxtart som beskrevs av Ludwig Radlkofer. Guioa comesperma ingår i släktet Guioa och familjen kinesträdsväxter. Inga underarter finns listade i Catalogue of Life.